# Tard
Tard ist eine ungarische Gemeinde im Kreis Mezőkövesd im Komitat Borsod-Abaúj-Zemplén.

## Geografische Lage
Tard liegt in Nordungarn, 29 Kilometer südwestlich des Komitatssitzes Miskolc, acht Kilometer nordöstlich der Kreisstadt Mezőkövesd, an dem Fluss Tardi-patak. Nachbargemeinden sind Mezőnyárád, Bogács und Cserépváralja.

## Geschichte
Im Jahr 1913 gab es in der damaligen Großgemeinde 433 Häuser und 2145 Einwohner auf einer Fläche von 7549 Katastraljochen. Sie gehörte zu dieser Zeit zum Bezirk Mezőkövesd im Komitat Borsod.

## Gemeindepartnerschaft
Mit der französischen Gemeinde Guillac im Département Gironde besteht seit 2005 eine Partnerschaft.

## Sehenswürdigkeiten
- Heimatmuseum (Tájház) in traditionellem Wohnhaus
- Matyó hímzés (Matyó-Stickereien und Trachten)
- 1956er-Denkmal
- Römisch-katholische Kirche Szent Péter és Pál apostol, erbaut 1815, der Turm wurde 1895 hinzugefügt
- Zoltán-Szabó-Büste, erschaffen 1998 von Márton Borbás

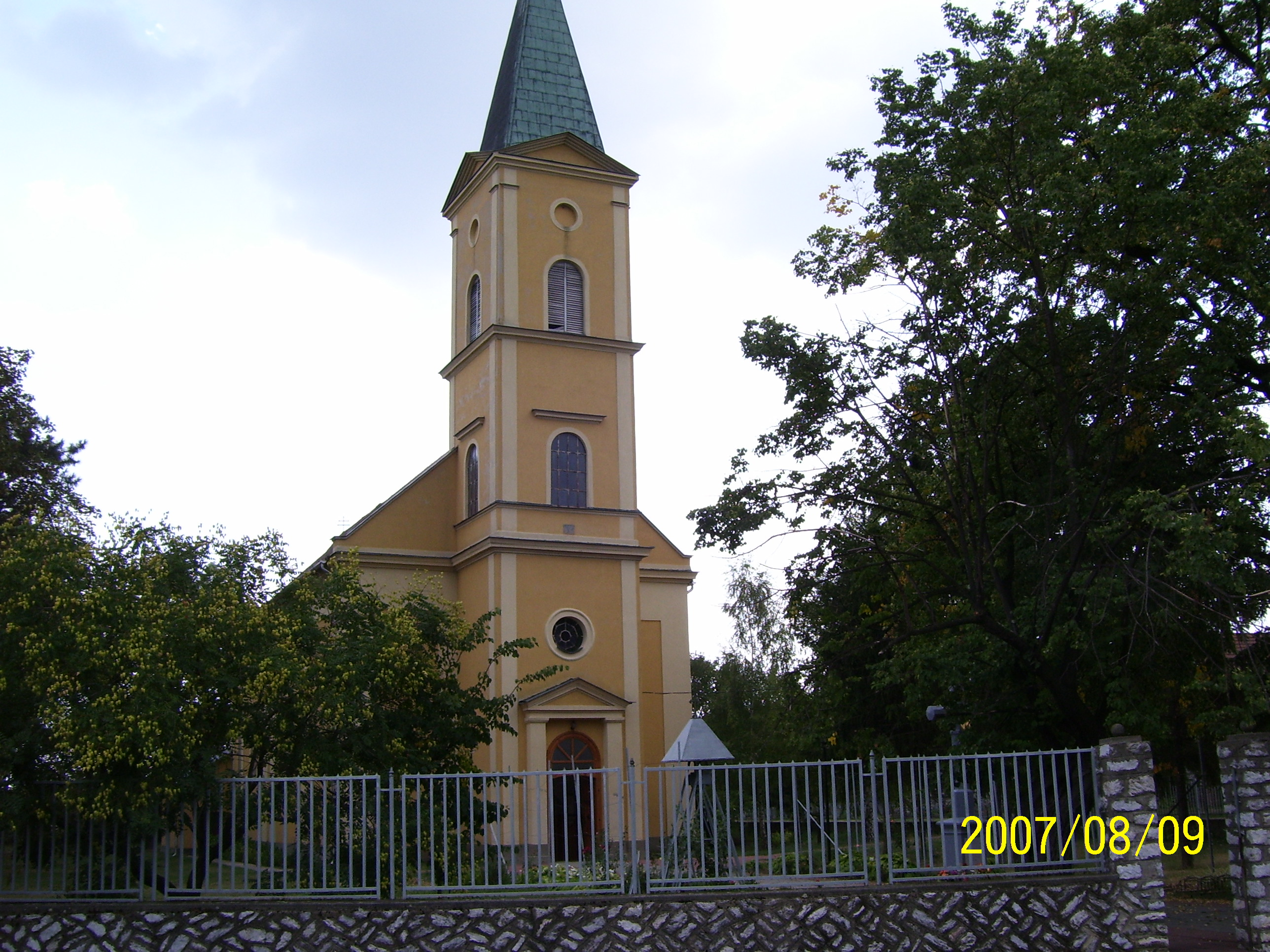
Röm.-kath. Kirche Szent Péter és Pál apostol
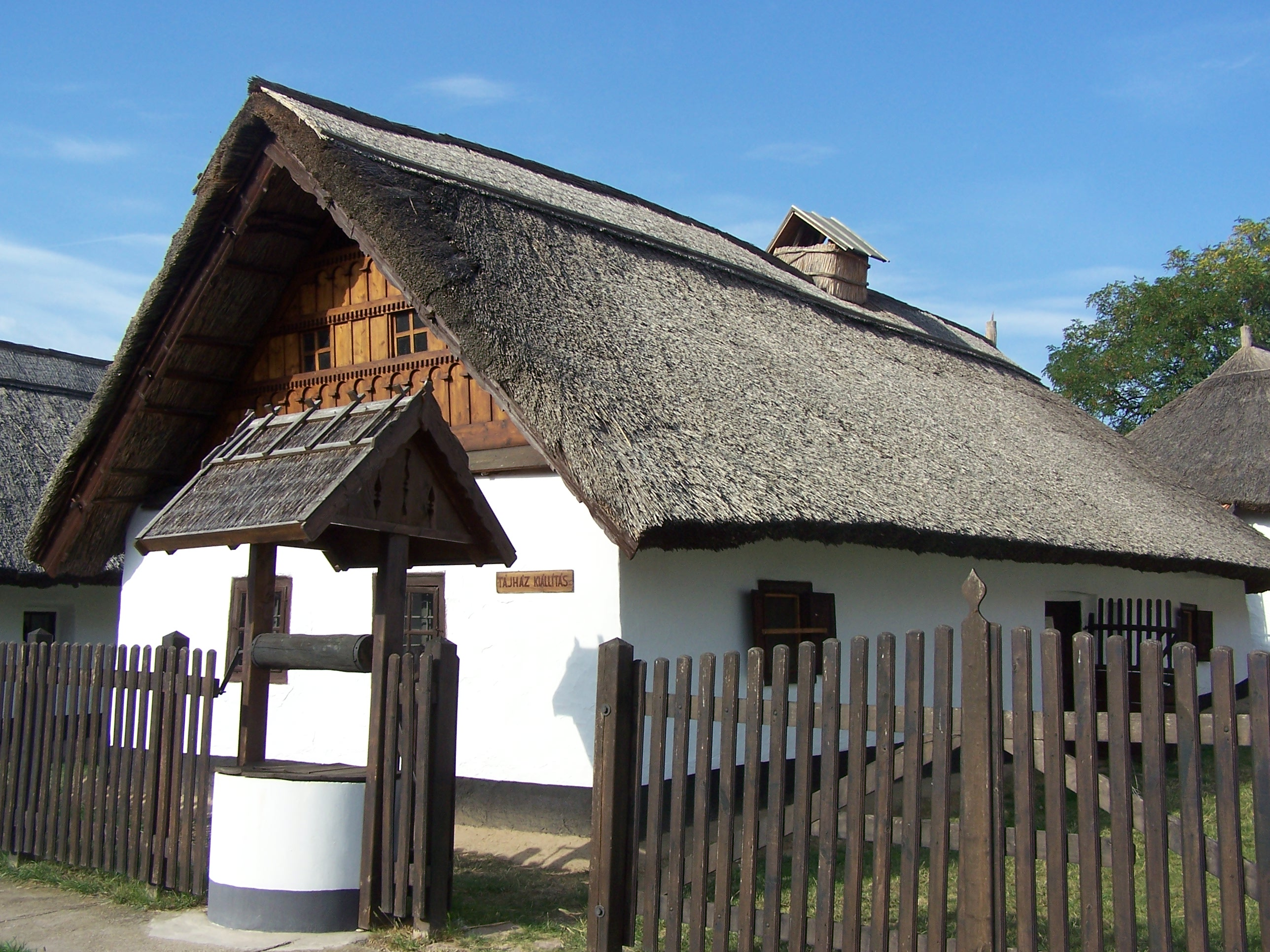
Heimatmuseum
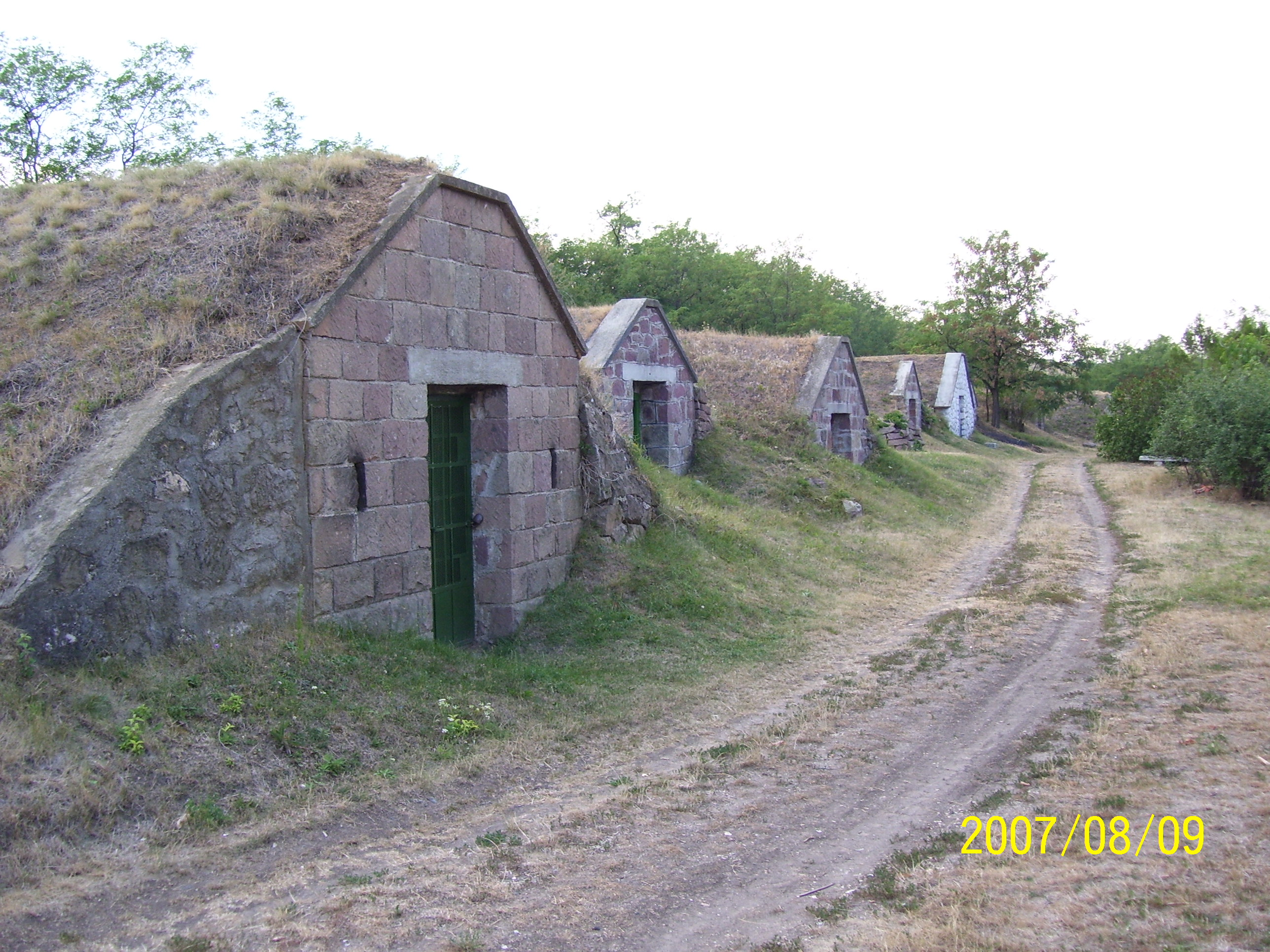
Weinkeller
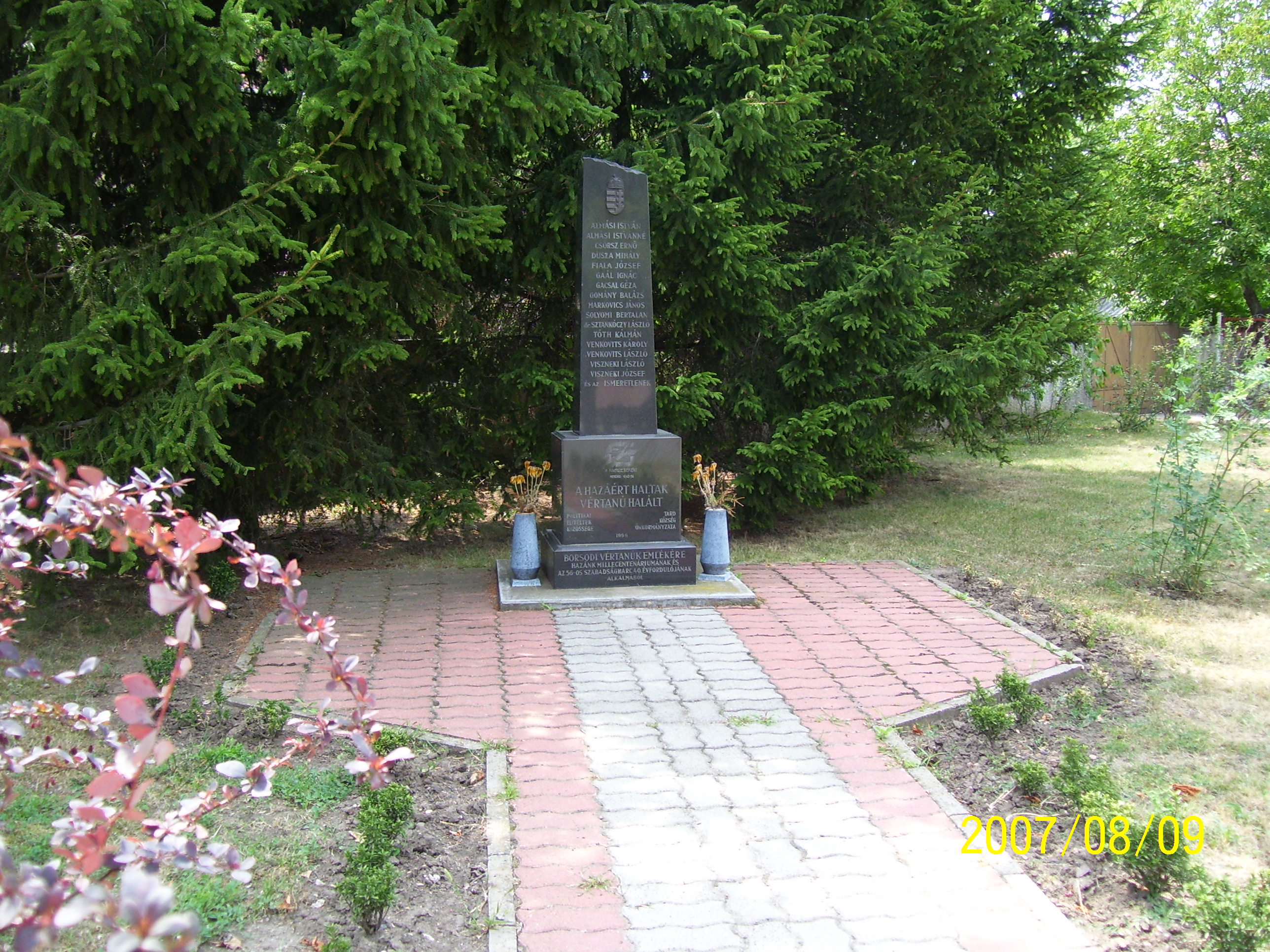
1956er-Denkmal

## Verkehr
Durch Tard verläuft die Nebenstraße Nr. 25113. Es bestehen Busverbindungen nach Cserépváralja und Mezőkövesd. Die nächstgelegenen Bahnhöfe befinden sich in Mezőkeresztes-Mezőnyárád und Mezőkövesd.